# Petter Solberg
Petter Solberg (n. 18 noiembrie 1974, Comuna Askim, Østfold, Norvegia) este un fost pilot profesionist de raliuri. El a debutat la Campionatul Mondial de Raliuri în 1998 semnând cu echipa Ford în 1999. În anul următor, Solberg începuse parteneriatul său de succes cu echipa Subaru World Rally Team.

## Victorii în WRC
| Nr. | Raliu                                  | Sezon | Co-pilot   | Bolid                |
| --- | -------------------------------------- | ----- | ---------- | -------------------- |
| 1   | 58th Network Q Rally of Great Britain  | 2002  | Phil Mills | Subaru Impreza WRC02 |
| 2   | 31st Cyprus Rally                      | 2003  | Phil Mills | Subaru Impreza WRC03 |
| 3   | 16th Telstra Rally Australia           | 2003  | Phil Mills | Subaru Impreza WRC03 |
| 4   | 47ème Tour de Corse – Rallye de France | 2003  | Phil Mills | Subaru Impreza WRC03 |
| 5   | 59th Wales Rally of Great Britain      | 2003  | Phil Mills | Subaru Impreza WRC03 |
| 6   | 34th Propecia Rally New Zealand        | 2004  | Phil Mills | Subaru Impreza WRC04 |
| 7   | 51st Acropolis Rally                   | 2004  | Phil Mills | Subaru Impreza WRC04 |
| 8   | 1st Rally Japan                        | 2004  | Phil Mills | Subaru Impreza WRC04 |
| 9   | 60th Wales Rally of Great Britain      | 2004  | Phil Mills | Subaru Impreza WRC04 |
| 10  | 1º Supermag Rally d'Italia Sardinia    | 2004  | Phil Mills | Subaru Impreza WRC04 |
| 11  | 54th Uddeholm Swedish Rally            | 2005  | Phil Mills | Subaru Impreza WRC04 |
| 12  | 19º Corona Rally México                | 2005  | Phil Mills | Subaru Impreza WRC05 |
| 13  | 61st Wales Rally of Great Britain      | 2005  | Phil Mills | Subaru Impreza WRC05 |

## Rezultate în WRC
| An   | Entrant                         | Bolid                       | 1       | 2       | 3       | 4       | 5       | 6       | 7       | 8       | 9       | 10      | 11      | 12      | 13      | 14      | 15     | 16      | WDC  | Puncte |
| ---- | ------------------------------- | --------------------------- | ------- | ------- | ------- | ------- | ------- | ------- | ------- | ------- | ------- | ------- | ------- | ------- | ------- | ------- | ------ | ------- | ---- | ------ |
| 1998 | Shell Norge                     | Toyota Celica GT-Four ST205 | MON     | SWE 16  | KEN     | POR     | ESP     | FRA     | ARG     | GRC     | NZL     | FIN     | ITA     | AUS     |         |         |        |         | NC   | 0      |
| 1998 | Petter Solberg                  | Toyota Celica GT-Four ST205 |         |         |         |         |         |         |         |         |         |         |         |         | GBR Ret |         |        |         | NC   | 0      |
| 1999 | Ford Motor Co                   | Ford Escort WRC             | MON     | SWE 11  |         |         |         |         |         |         |         |         |         |         |         |         |        |         | 19th | 2      |
| 1999 | Ford Motor Co                   | Ford Focus WRC              |         |         | KEN 5   | POR 11  | ESP     | FRA     | ARG     | GRC     | NZL     |         | CHN     | ITA 27  | AUS     | GBR 9   |        |         | 19th | 2      |
| 1999 | Petter Solberg                  | Ford Focus WRC              |         |         |         |         |         |         |         |         |         | FIN 12  |         |         |         |         |        |         | 19th | 2      |
| 2000 | Ford Motor Co                   | Ford Focus RS WRC 00        | MON     | SWE     | KEN 5   | POR Ret | ESP     | ARG 6   | GRC Ret | NZL 4   | FIN Ret | CYP     |         |         |         |         |        |         | 10th | 6      |
| 2000 | Petter Solberg                  | Subaru Impreza WRC2000      |         |         |         |         |         |         |         |         |         |         | FRA Ret | ITA 9   |         |         |        |         | 10th | 6      |
| 2000 | Subaru World Rally Team         | Subaru Impreza WRC2000      |         |         |         |         |         |         |         |         |         |         |         |         | AUS Ret | GBR Ret |        |         | 10th | 6      |
| 2001 | Subaru World Rally Team         | Subaru Impreza WRC2001      | MON Ret | SWE 6   | POR Ret | ESP Ret | ARG 5   | CYP Ret | GRE 2   | KEN Ret | FIN 7   | NZL 7   | ITA 9   | FRA 5   | AUS 7   | GBR Ret |        |         | 10th | 11     |
| 2002 | 555 Subaru World Rally Team     | Subaru Impreza WRC2001      | MON 6   | SWE Ret |         |         |         |         |         |         |         |         |         |         |         |         |        |         | 2nd  | 37     |
| 2002 | 555 Subaru World Rally Team     | Subaru Impreza WRC2002      |         |         | FRA 5   | ESP 5   | CYP 5   | ARG 2   | GRE 5   | KEN Ret | FIN 3   | GER Ret | ITA 3   | NZL Ret | AUS 3   | GBR 1   |        |         | 2nd  | 37     |
| 2003 | 555 Subaru World Rally Team     | Subaru Impreza WRC2003      | MON Ret | SWE 6   | TUR Ret | NZL 3   | ARG 5   | GRE 3   | CYP 1   | GER 8   | FIN 2   | AUS 1   | ITA Ret | FRA 1   | ESP 5   | GBR 1   |        |         | 1st  | 72     |
| 2004 | 555 Subaru World Rally Team     | Subaru Impreza WRC2003      | MON 7   | SWE 3   |         |         |         |         |         |         |         |         |         |         |         |         |        |         | 2nd  | 82     |
| 2004 | 555 Subaru World Rally Team     | Subaru Impreza WRC2004      |         |         | MEX 4   | NZL 1   | CYP 4   | GRE 1   | TUR 3   | ARG Ret | FIN Ret | GER Ret | JPN 1   | GBR 1   | ITA 1   | FRA 5   | ESP 5  | AUS Ret | 2nd  | 82     |
| 2005 | Subaru World Rally Team         | Subaru Impreza WRC2004      | MON Ret | SWE 1   |         |         |         |         |         |         |         |         |         |         |         |         |        |         | 2nd  | 71     |
| 2005 | Subaru World Rally Team         | Subaru Impreza WRC2005      |         |         | MEX 1   | NZL 3   | ITA 2   | CYP Ret | TUR 2   | GRE 9   | ARG 3   | FIN 4   | GER 7   | GBR 1   | JPN Ret | FRA 3   | ESP 13 | AUS Ret | 2nd  | 71     |
| 2006 | Subaru World Rally Team         | Subaru Impreza WRC2006      | MON Ret | SWE Ret | MEX 2   | ESP 7   | FRA 11  | ARG 2   | ITA 9   | GRE 7   | GER Ret | FIN Ret | JPN 7   | CYP 8   | TUR 13  | AUS 2   | NZL 6  | GBR 3   | 6th  | 40     |
| 2007 | Subaru World Rally Team         | Subaru Impreza WRC2006      | MON 6   | SWE Ret | NOR 4   |         |         |         |         |         |         |         |         |         |         |         |        |         | 5th  | 47     |
| 2007 | Subaru World Rally Team         | Subaru Impreza WRC2007      |         |         |         | MEX Ret | POR 2   | ARG Ret | ITA 5   | GRE 3   | FIN Ret | GER 6   | NZL 7   | ESP 6   | FRA 5   | JPN 16  | IRE 5  | GBR 4   | 5th  | 47     |
| 2008 | Subaru World Rally Team         | Subaru Impreza WRC2007      | MON 5   | SWE 4   | MEX 11  | ARG Ret | JOR Ret | ITA 10  |         |         |         |         |         |         |         |         |        |         | 6th  | 46     |
| 2008 | Subaru World Rally Team         | Subaru Impreza WRC2008      |         |         |         |         |         |         | GRE 2   | TUR 6   | FIN 6   | GER 5   | NZL 4   | ESP 5   | FRA 5   | JPN 8   | GBR 4  |         | 6th  | 46     |
| 2009 | Petter Solberg World Rally Team | Citroën Xsara WRC           | IRL     | NOR 6   | CYP 3   | POR 4   | ARG Ret | ITA 3   | GRC Ret | POL 4   | FIN Ret | AUS     |         |         |         |         |        |         | 5th  | 35     |
| 2009 | Petter Solberg World Rally Team | Citroën C4 WRC              |         |         |         |         |         |         |         |         |         |         | ESP 4   | GBR 4   |         |         |        |         | 5th  | 35     |
| 2010 | Petter Solberg World Rally Team | Citroën C4 WRC              | SWE 9   | MEX 2   | JOR 3   | TUR 2   | NZL Ret | POR 5   | BUL 3   | FIN 4   | GER 5   | JPN 2   | FRA 3   | ESP 2   | GBR 2   |         |        |         | 3rd  | 169    |
| 2011 | Petter Solberg World Rally Team | Citroën DS3 WRC             | SWE 5   | MEX 4   | POR 6   | JOR Ret | ITA 3   | ARG 4   | GRE 4   | FIN 5   | GER 5   | AUS 3   | FRA EX  | ESP Ret | GBR Ret |         |        |         | 5th  | 110    |
| 2012 | Ford World Rally Team           | Ford Fiesta RS WRC          | MON 3   | SWE 4   | MEX 3   | POR 3   | ARG 6   | GRE Ret | NZL 3   | FIN 4   | GER 11  | GBR 3   | FRA 26  | ITA 9   | ESP 11  |         |        |         | 5th  | 124    |
| 2018 | Volkswagen Motorsport           | Volkswagen Polo GTI R5      | MON     | SWE     | MEX     | FRA     | ARG     | POR     | ITA     | FIN     | GER     | TUR     | GBR     | ESP 14  | AUS     |         |        |         | NC   | 0      |
| 2019 | Petter Solberg                  | Volkswagen Polo GTI R5      | MON     | SWE     | MEX     | FRA     | ARG     | CHL     | POR     | ITA     | FIN     | GER     | TUR     | GBR 10  | ESP     | AUS C   |        |         | 32nd | 1      |

* Season in progress.

## Rezultate în IRC
| An   | Entrant        | Bolid             | 1       | 2   | 3   | 4   | 5   | 6   | 7   | 8   | 9   | 10  | 11  | 12  | WDC | Points |
| ---- | -------------- | ----------------- | ------- | --- | --- | --- | --- | --- | --- | --- | --- | --- | --- | --- | --- | ------ |
| 2011 | Petter Solberg | Peugeot 207 S2000 | MON Ret | CAN | FRA | UKR | BEL | AZO | MAD | CZE | HUN | ITA | SCO | CYP | –   | 0      |

## Legături externe
- Site oficial
- Profilul lui Petter Solberg pe RallyBase.nl